# Mistrzostwa Wspólnoty Narodów w Zapasach 2007
X Mistrzostwa wspólnoty narodów w zapasach w rozgrywane były w kanadyjskim mieście London, w dniach 15 - 17 czerwca 2007 roku, na terenie University of Western Ontario Thames Hall  &  Alumni Hall.

## Tabela medalowa
Gospodarz zawodów został zaznaczony kolorem.
| Poz.    | Państwo           |    |    |    | Łącznie |
| 1       | Indie             | 11 | 14 | 3  | 28      |
| 2       | Kanada            | 9  | 4  | 9  | 22      |
| 3       | Anglia            | 1  | 0  | 1  | 2       |
| 4       | Pakistan          | 0  | 1  | 3  | 4       |
| 5       | Południowa Afryka | 0  | 1  | 2  | 3       |
| 6       | Australia         | 0  | 0  | 1  | 1       |
| Łącznie | Łącznie           | 21 | 20 | 19 | 60      |

## Rezultaty

### Mężczyźni

#### Styl klasyczny
| Konkurencja         | Złoto            | Srebro              | Brąz                 |
| Kategoria do 55 kg  | Kanhya Lal Yadav | Kripa Shankar Patel | Terence Bosson       |
| Kategoria do 60 kg  | Ravinder Singh   | Yogeshwar Dutt      | Promise Mwenga       |
| Kategoria do 66 kg  | Gurbinder Singh  | Amit Kumar          | Jason Wishinski      |
| Kategoria do 74 kg  | Eamonn Dorgan    | Sanjay Kumar        | Mohammad Ali         |
| Kategoria do 84 kg  | Manoj Kumar      | Kakoma Bella-Lufu   | Alex Brown-Theriault |
| Kategoria do 96 kg  | Anil Kumar       | Ashok Kumar         | Muhammad Umar        |
| Kategoria do 120 kg | Ari Michael Taub | Dharmender Dalal    | Denis Roberts        |

#### Styl wolny
| Konkurencja         | Złoto                | Srebro                 | Brąz            |
| Kategoria do 55 kg  | Kripa Shankar Patel  | Azhar Hussain          | Terence Bosson  |
| Kategoria do 60 kg  | Yogeshwar Dutt       | Hardeep Singh          | Krasimr Vasiko  |
| Kategoria do 66 kg  | Sushil Kumar         | Amit Kumar             | Jesse Arnett    |
| Kategoria do 74 kg  | Myroslav Dykun       | Narsingh Pancham Yadav | Mohammad Ali    |
| Kategoria do 84 kg  | Alex Brown-Theriault | Donald Brown           | Amit Kumar      |
| Kategoria do 96 kg  | Anil Mann            | Korey Jarvis           | Michael Neufeld |
| Kategoria do 120 kg | Rajiv Tomer          | Joginder Kumar         | Marcel Scott    |

### Kobiety

#### Styl wolny
| Konkurencja        | Złoto              | Srebro         | Brąz            |
| Kategoria do 48 kg | Nirmala Devi       | ----           | ----            |
| Kategoria do 51 kg | Liz Martindale     | Kamini Yadav   | Samantha Dunlop |
| Kategoria do 55 kg | Andrea Ross        | Terri McNutt   | Manju Shekhavat |
| Kategoria do 59 kg | Michelle Fazzari   | Katie Patroch  | Alka Tomar      |
| Kategoria do 63 kg | Megan Dolan        | Geetika Jakhar | Golda Parahoo   |
| Kategoria do 67 kg | Stephanie Howgurn  | Jyoti          | Laura Steffler  |
| Kategoria do 72 kg | Jessica Fitzgerald | Minakshi Devi  | ----            |